# SN 1999bi
SN 1999bi – supernowa typu Ia odkryta 11 marca 1999 roku w galaktyce A110115-1145. W momencie odkrycia miała maksymalną jasność 20,50m.